# J. Barbour & Sons

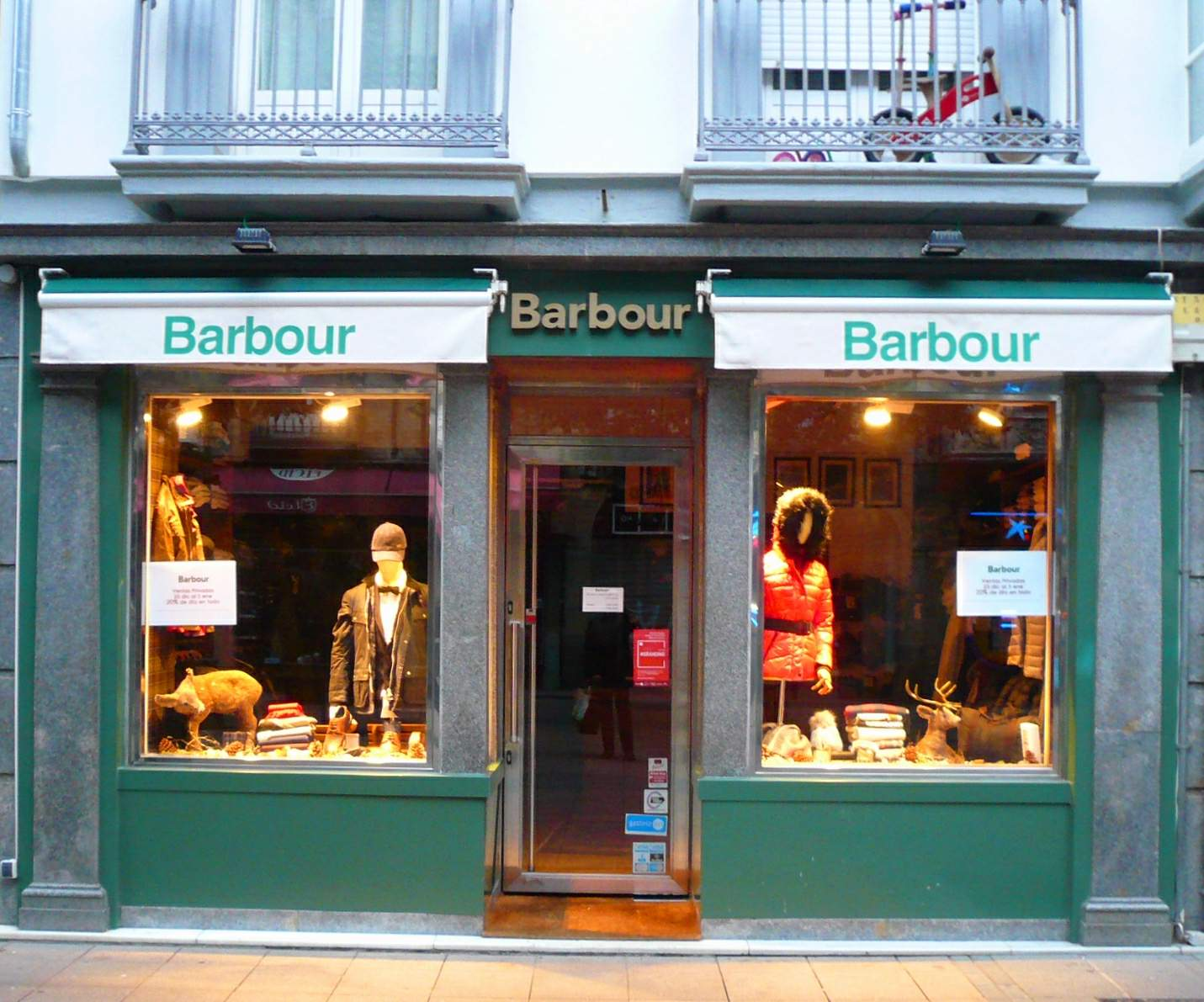
Una tienda de Barbour en Vitoria (España)

J. Barbour & Sons Ltd es una empresa británica de ropa fundada en South Shields, famosa por su ropa impermeable, a menudo asociada con el deporte de la caza.

## Historia
La empresa se fundó en 1894 de la mano de  John Barbour, procedente de Galloway, Escocia, quien comenzó vendiendo aceites para la piel en el puerto de South Shields. La empresa aclama la alta calidad de sus productos y suministraba a la Reina Isabel II del Reino Unido, a su esposo, Felipe de Edimburgo y a su hijo, Carlos de Gales.
La ropa de Barbour se caracteriza por su construcción y apariencia áspera. Además de sus abrigos encerados y edredones, también producen suéteres, ropa de moleskin, de pana y camisetas de tattarsall. También ofrecen productos impermeables transpirables con suéteres.
No es raro que sus propietarios conserven los abrigos encerados durante años, incluso décadas. Para ellos dispone la empresa de un servicio que repara y refuerza los abrigos, en casos extremos tratan prendas fabricadas hace 50 años.
En los últimos años la empresa ha tratado de modernizarse enfocándose hacia un público más joven y una imagen más estilista, a la vez que buscan conservar su carácter rural y su atención por el detalle, que les diferencia. Ejemplos de estos detalles son los cuellos ajustables y los amplios e impermeables bolsillos con drenaje.
Desde 2004, Lord James Percy, hermano menor del Duque de Northumberland, participa en el diseño y marketing de la línea de caza, emblema de la compañía.